# Орегон
О́регон (англ. Oregon) — штат північного заходу США.

## Територія
Орегон займає площу 251,4 тис. км² (за іншими даними 251 500 км²).
Межує з Вашингтоном на півночі, з Айдахо на сході, з Каліфорнією і Невадою на півдні. На заході штат омивається Тихим океаном.
Орегон — височинно-гористий (Каскадні гори, Колумбійська височина); 50 % території — ліси, які активно вирубують (найбільші у США заготовлення деревини).
Особливості: родюча долина річки Віламет; річки Колумбія, Снейк; Кратерне озеро, найглибше в США (539 м); гори: Берегові та Каскадні.

## Населення
Населення близько 3,7 млн мешканців (2006). Перепис населення 2000 року — 3421,4 тис. мешканців (1990 року 2842,3 тис. мешканців). Етнічний склад у 2000 році (тис. осіб): голландці — 89,9, англійці — 452,8, європейці — 57,3, французи — 126,5, німці — 701,4, ірландці — 406,5, італійці — 111,5, норвежці — 147,3, поляки — 54,5, шотландські ірландці — 79,1, шотландці — 108,8, шведи — 107,1, американці — 218,7, афроамериканці — 55,8, азійці — 101,3, американські індіанці — 45,2, латиноамериканці (вихідці з Мексики та країн Латинської Америки) — 275,4.
Адміністративним центром штату є місто Сейлем, головне місто і порт — Портленд.
75 % населення сконцентроване на північному заході штату, в долині Віламет і північному узбережжю океану (міста: Портланд, Сейлем, Юджин, Асторія, Олбані, Корвалліс). Майже 13 % мешкає на південному заході, в горах і на узбережжі біля Каліфорнії (міста: Медфорд, Грантс-Пасс, Роузбург, Кус-Бей, Брукінгс); до 8 % — в сухому степовому центральному Орегоні (міста: Бенд, Кламат-Фоллс, Зе-Даллес, Худ-Рівер, Прайнвілл); понад 5 % — на гірському і посушливому сході штату (міста: Пендлтон, Хермістон, Ла-Гранде, Онтаріо).
Про агломерації Орегону
Мовний склад населення (2010/2022) 

| Мови                                          | Частка людей старше 5 років, % |
| --------------------------------------------- | ------------------------------ |
| Англійська                                    | 85,63 %                        |
| Іспанська                                     | 8,63 %                         |
| В'єтнамська                                   | 0,68 %                         |
| Російська                                     | 0,61 %                         |
| Німецька                                      | 0,49 %                         |
| Китайська                                     | 0,45 %                         |
| Корейська                                     | 0,32 %                         |
| Японська                                      | 0,32 %                         |
| Французька                                    | 0,30                           |
| Тагальська                                    | 0,22                           |
| Інші слов'янські мови (насамперед українська) | 0,2                            |
| інші                                          | 2,33                           |

## Економіка
В Орегоні розташовані незначні (вигідні для видобутку тільки в моменти підвищення цін) родовища таких металів, як золото, срібло, мідь, свинець, цинк, хром. Орегон — єдиний великий виробник нікелю в США. Розвинені такі галузі, як деревообробна промисловість, сільське господарство, сектор інформаційних технологій, гідроелектростанції на річці Колумбія. Головні порти: Портленд, Асторія, Ньюпорт, Кус Бей.

### Сільське господарство
Штат є одним з національних лідерів у виробництві фундука (95 % виробництва США), стручкової квасолі, броколі, груші, черешні, суниці, м'яти та журавлини (7 % національного виробництва) та має успішне виноградарство. Садівництво особливо характерно для долини Віламет, вирощування журавлини сконцентровано в околицях міста Бандон на тихоокеанському узбережжі.

## Історія
Заселений у 1811 році Тихоокеанською хутряною компанією. Територія включала штати Вашингтон, Айдахо і Британську Колумбію до 1853 року, Орегон став штатом у 1859 році.

## Галерея

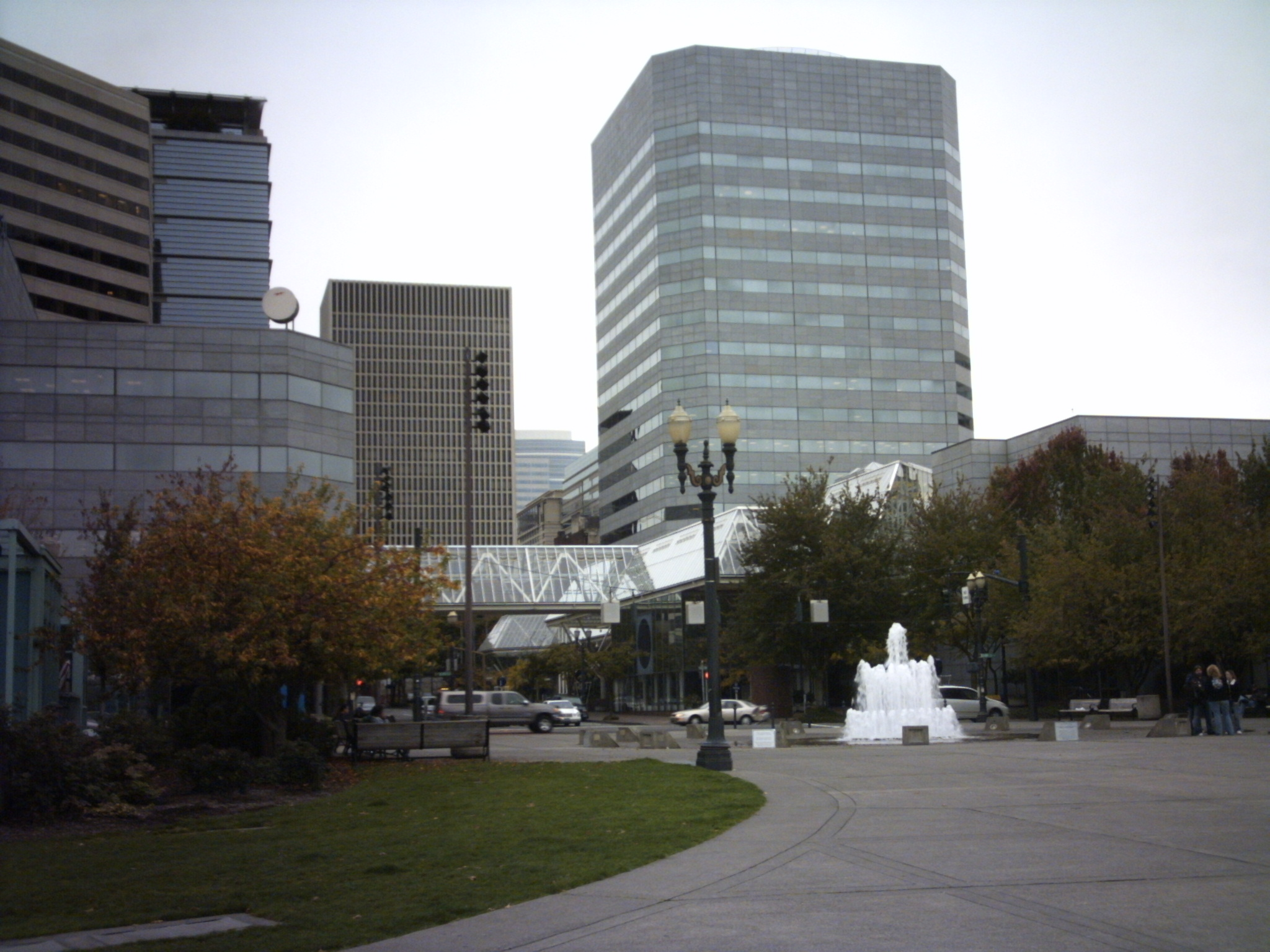
Архітектура Портленда — головного міста Орегону. Будівлі на набережній річки Віламет.
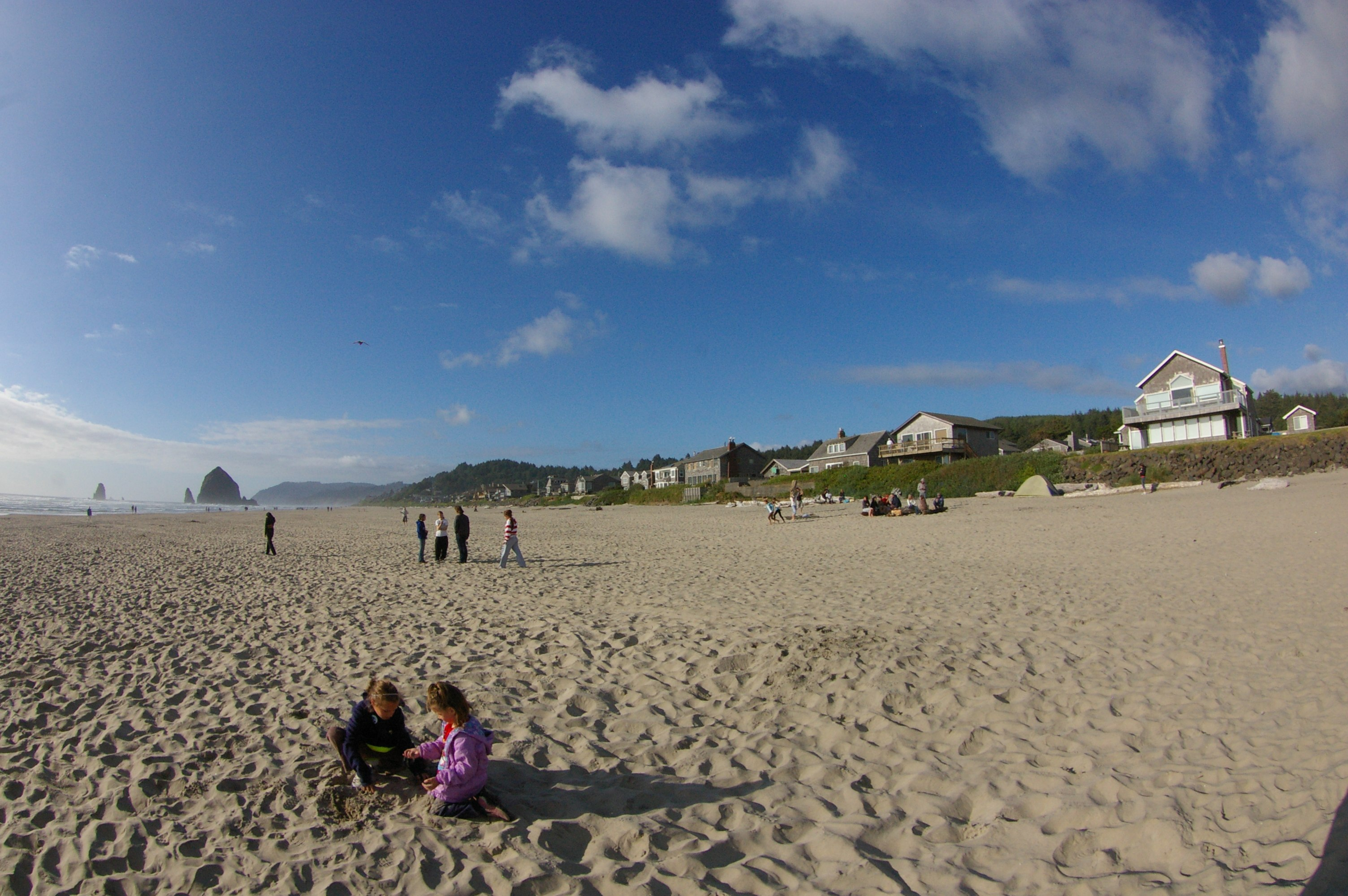
Кеннон Біч — курортне містечко портлендців на узбережжі океану
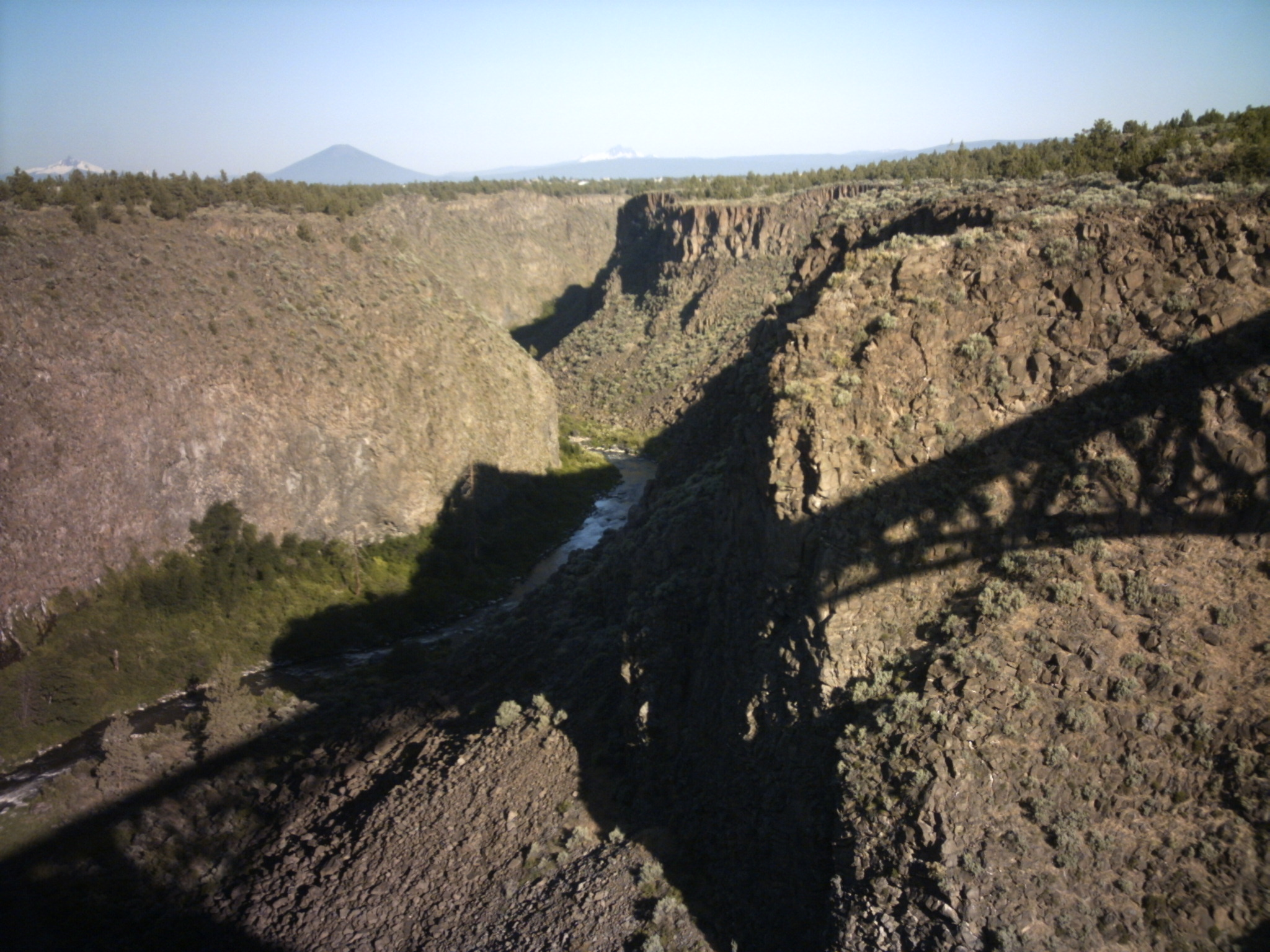
Орегонський каньйон недалеко від м. Бенд і м. Прайнвілл
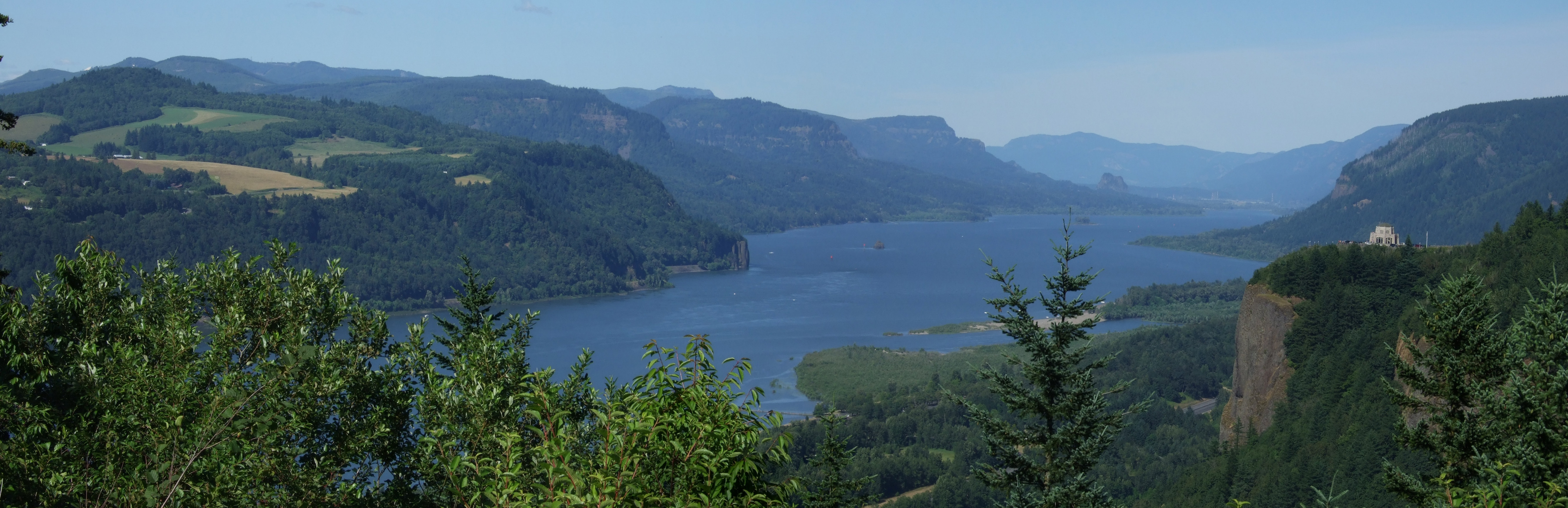
Колумбійська ущелина — річка Колумбія перетинає Скелясті гори. Вид на схід.

## Відомі люди
- Лайнус Полінг — хімік, лауреат Нобелівської премії
- Лінус Торвальдс — програміст
- Ворд Каннінгем — програміст
- Тед Кулонгоскі — політик, губернатор штату у 2003—2011 роках